# Pacific Hockey League
Die Pacific Hockey League war eine nordamerikanische Eishockey-Minor League, die von 1977 bis 1979 existierte.

## Teams
| Team                      | Jahre     | Stadt                      |
| ------------------------- | --------- | -------------------------- |
| Long Beach Sharks/Rockets | 1977–1978 | Long Beach, Kalifornien    |
| Los Angeles Blades        | 1978–1979 | Los Angeles, Kalifornien   |
| Phoenix Roadrunners       | 1977–1979 | Phoenix, Arizona           |
| San Diego Hawks           | 1978–1979 | San Diego, Kalifornien     |
| San Diego Mariners        | 1977–1978 | San Diego, Kalifornien     |
| San Francisco Shamrocks   | 1977–1979 | San Francisco, Kalifornien |
| Spokane Flyers            | 1978–1979 | Spokane, Washington        |
| Tucson Rustlers           | 1978–1979 | Tucson, Arizona            |

## Meister
- 1978: San Francisco Shamrocks
- 1979: Phoenix Roadrunners